# Dansefrisen i Ørslev Kirke
Dansefrisen er et kalkmaleri fra 1300-tallet i Ørslev Kirke ved Skælskør i Slagelse Kommune som forestiller unge mænd og kvinder.

## Beskrivelse
De førstes kjortler er korte og viser den hovedform, der kendes fra den grønlandske kjortel. Nogle af dem er sammensat af to halvdele i kontrasterende farver, "mi-parti-dragter". Tre af mændene bærer kaprun, figuren til venstre en moderat strudhætte, en hætte med lang hale.
De tre kvinder har kroner, formentlig jomfrukroner, over det udslagne hår. To af dem bærer en ærmeløs overkjortel, der var i brug blandt fornemme damer i mange af Europas lande. Den hed surcot, og dens fremkomst i Frankrig kan sættes til tiden efter 1300. Den er kun en ændret bliaud, med et nyt navn, som efter den tid helt fortrængte det gamle. Udskæringerne, fenêtres d'enfèr ('helvedesvinduer'), ved begge sider af livet var så store og lange, at der kun blev en kort strimmel af tøjet tilbage foran brystet.
Surcoten var ofte foret og bræmmet med pelsværk og spillede så stor en rolle i fornemme damers dragt.
På Nordenskirker.dk fortolkes dansefrisen således:
"... Dansefrisen synes ikke at skildre en dans, nærmere en bevægelse mod venstre. Måske kan den opfattes som et brudeløb, idet den samlede udsmykning har flere hentydninger til brylluppet. I Dansefrisen ses en hare som spiller trompet. Haren er et flittigt ynglende dyr, måske kan dette være en hentydning til, at man håber brylluppet bliver frugtbart. Haren er også et dyr, som Fanden kunne omskabe sig til, forvirringen blandt de dansende skyldes måske, at Fanden har givet et ordentlig trut i trompeten. Dansefrisen kan også ses i sammenhæng med den øltappende munk. Fanden og hans djævle dukker op for at minde om, at umådeholdent drikkeri og letsindig dans fører lige lukt i Helvede. Men den øltappende munk har glorie, så måske er der tale om en ukendt helgenlegende. ..."

## Galleri
| - Kjortel Grønland - "Mi-parti" - Strudhætte - 'Fenêtres d'enfèr' |